# Paula Harrisonová
Paula Harrisonová je anglická autorka knih pro děti a mládež. Úspěch si získala především sérií Princezny a zvířátka (The Rescue Princesses), z níž se po světě prodalo více než milion výtisků.

## Život
Paula Harrisonová se narodila v Bletchley (součást města Milton Keynes) a vyrostla v Bedfordshire. Vždy si přála být spisovatelkou, ale dlouho se jí nedařilo svůj sen si splnit. Vystudovala anglický jazyk na University of Nottingham a mnoho let učila na základní škole. Během let v učitelské profesi pochopila, co se dětem na příbězích líbí a jak reagují na humor. Její knihy jsou charakteristické dobrodružnými zápletkami, které často zahrnují magické a fantastické prvky. Zaměřuje se na mladé čtenáře, především na dívky. Specializuje se na série (Princezny a zvířátka, Kitty, Tajemní zachránci) a je autorkou více než čtyřiceti knih.
V roce 2022 podepsala autorka smlouvu na tři knihy v nové sérii Fairytale Ninjas s nakladatelstvím HarperCollins. Nakladatelství přislíbilo „nepřehlédnutelnou“ reklamní kampaň.

## Dílo

### Případ ukradené korunky
Případ ukradené korunky je prvním dílem série Kamarádky ze zámku Je určená pro čtenáře od 7 let, především mladé čtenářky, které mají rády dobrodružství a záhady. V ČR byla vydána v roce 2018 nakladatelstvím Fragment. Vypráví o dvou kamarádkách ze zámku, které se setkávají s různými detektivními případy. Kniha se řadí do žánru dětské literatury především pro dívky a zároveň jako detektivka pro děti.
Příběh sleduje dvě nejlepší kamarádky, Milly a Jess. Milly je princezna a Jess je zámecká služebná. Díky své podobnosti si často vyměňují role, což jim přináší spoustu legrace. Avšak vše se změní, když se ztratí démantová korunka malého prince Edwarda těsně před jeho narozeninovou oslavou. Pokud ji nenajdou dřív, než začne narozeninová oslava, bude z toho pěkný poprask. Holky se musejí pustit do pátrání, aby korunku našly a zachránily oslavu. Milly a Jess si v příběhu často vyměňují své role díky své podobnosti, což přináší komické situace, ale také jim to pomáhá při řešení záhady ztracené korunky. Stopy je zavedou na podezření, že korunku ukradl někdo ze zámku. K dalším postavám v knize patří paní Walshová (královská hlavní kuchařka), pan Steen (majordomus), lord Chamberlain (poradce krále a královny), slečna Parnellová (učitelka tance) nebo pes Jax.

### Další knihy
- Kamarádky ze zámku – Tajemství ztracených šatů
- Tajemní zachránci – Nebeský jednorožec
- Tajemní zachránci – Bouřkový drak